# Bahnstrecke Selichino–Sachalin
| Karte des Bauprojekts |                          |                                                        |                                               |
| Spurweite: | 1520 mm (Russische Spur) |                                                        |                                               |
| |                          |                                                        |                                               |
| \| \| \| von Komsomolsk am Amur \| \| \| \| \| Selichino \| \| \| \| \| nach Sowetskaja Gawan \| \| \| \| \| Matschtowy \| \| \| \| \| Bimil \| \| \| \| \| Oktjabrski \| \| \| \| \| Aksjan \| \| \| \| \| Chalsan \| \| \| \| \| Nischnetambowskoje \| \| \| \| \| Schelechowa \| \| \| \| \| Tschorny mys \| \| \| \| \| \| \| \| \| \| Strecke geplant \| \| \| \| \| von Sowetskaja Gawan, Nachodka und Chabarowsk \| \| \| \| \| De-Kastri \| \| \| \| \| Lasarew \| \| \| \| \| Amur \| \| \| \| \| von Tschmikan und Magadan \| \| \| \| \| Nikolajewsk am Amur \| \| \| \| \| \| \| \| \| \| Tatarensund (Grenze Region Chabarowsk/Oblast Sachalin) \| \| \| \| \| \| \| \| \| \| Strecke geplant \| \| \| \| \| \| \| \| \| \| von Moskalwo \| \| \| \| \| Ocha \| \| \| \| \| Nogliki (Sachalin) \| \| \| \| \| nach Juschno-Sachalinsk \| \| |                          |                                                        |                                               |
| Strecke |                          | von Komsomolsk am Amur                                 | von Komsomolsk am Amur                        |
| Bahnhof |                          | Selichino                                              | Selichino                                     |
| Abzweig ehemals geradeaus und nach rechts |                          | nach Sowetskaja Gawan                                  | nach Sowetskaja Gawan                         |
| Dienststation / Betriebs- oder Güterbahnhof (Strecke außer Betrieb) |                          | Matschtowy                                             | Matschtowy                                    |
| Brücke über Wasserlauf (Strecke außer Betrieb) |                          | Bimil                                                  | Bimil                                         |
| Dienststation / Betriebs- oder Güterbahnhof (Strecke außer Betrieb) |                          | Oktjabrski                                             | Oktjabrski                                    |
| Brücke über Wasserlauf (Strecke außer Betrieb) |                          | Aksjan                                                 | Aksjan                                        |
| Brücke über Wasserlauf (Strecke außer Betrieb) |                          | Chalsan                                                | Chalsan                                       |
| Dienststation / Betriebs- oder Güterbahnhof (Strecke außer Betrieb) |                          | Nischnetambowskoje                                     | Nischnetambowskoje                            |
| Brücke über Wasserlauf (Strecke außer Betrieb) |                          | Schelechowa                                            | Schelechowa                                   |
| Dienststation / Betriebs- oder Güterbahnhof (Strecke außer Betrieb) |                          | Tschorny mys                                           | Tschorny mys                                  |
| |                          |                                                        |                                               |
| Strecke (außer Betrieb) |                          | Strecke geplant                                        | Strecke geplant                               |
| Abzweig geradeaus und von rechts (Strecke außer Betrieb) |                          | von Sowetskaja Gawan, Nachodka und Chabarowsk          | von Sowetskaja Gawan, Nachodka und Chabarowsk |
| Dienststation / Betriebs- oder Güterbahnhof (Strecke außer Betrieb) |                          | De-Kastri                                              | De-Kastri                                     |
| Dienststation / Betriebs- oder Güterbahnhof (Strecke außer Betrieb) |                          | Lasarew                                                | Lasarew                                       |
| Brücke über Wasserlauf (Strecke außer Betrieb) |                          | Amur                                                   | Amur                                          |
| Abzweig geradeaus, nach links und von links (Strecke außer Betrieb) |                          | von Tschmikan und Magadan                              | von Tschmikan und Magadan                     |
| Dienststation / Betriebs- oder Güterbahnhof (Strecke außer Betrieb) |                          | Nikolajewsk am Amur                                    | Nikolajewsk am Amur                           |
| Strecke Anfang Hochstrecke (außer Betrieb) |                          |                                                        |                                               |
| |                          | Tatarensund (Grenze Region Chabarowsk/Oblast Sachalin) |                                               |
| Strecke Ende Hochstrecke (außer Betrieb) |                          |                                                        |                                               |
| Strecke (außer Betrieb) |                          | Strecke geplant                                        | Strecke geplant                               |
| |                          |                                                        |                                               |
| Abzweig geradeaus und von links (Strecke außer Betrieb) |                          | von Moskalwo                                           | von Moskalwo                                  |
| Bahnhof (Strecke außer Betrieb) |                          | Ocha                                                   | Ocha                                          |
| Kopfbahnhof Strecke bis hier außer Betrieb |                          | Nogliki (Sachalin)                                     | Nogliki (Sachalin)                            |
| Strecke |                          | nach Juschno-Sachalinsk                                | nach Juschno-Sachalinsk                       |

Die Bahnstrecke Selichino–Sachalin bzw. der Sachalintunnel (russisch Сахалинский тоннель) ist ein unvollendetes Bauwerk, das nach seiner Fertigstellung die russische Insel Sachalin mit dem Festland verbinden und dabei den Tatarensund queren sollte bzw. soll.

## Geschichte

### Vorgeschichte
Die Idee eines Tunnels unter dem Tatarensund entstand noch im 19. Jahrhundert, wurde damals jedoch aus ökonomischen Gründen nicht in Angriff genommen. Ende der 1930er Jahre wurden Untersuchungen zur Machbarkeit des Projekts durchgeführt. 1950 erwähnte Stalin die Idee einer Eisenbahnverbindung nach Sachalin. Im Gespräch waren drei mögliche Realisierungen: eine Eisenbahnfähre, eine Brücke oder ein Tunnel. Am 5. Mai 1950 wurden vom Ministerrat der UdSSR der Bau eines Tunnels und die Anlage einer Eisenbahnfähre als Ersatzlösung beschlossen. Das Projekt sollte v. a. militärischen Zwecken dienen. So sollten die auf der Insel Sachalin stationierten Teile der Sowjetarmee besser an das Kernland angebunden werden.

### Bau
Der Bau der Eisenbahnlinie wurde dem Innenministerium der UdSSR übertragen, die Arbeiten am Tunnel zunächst dem Verkehrsministerium der UdSSR. Ab 1952 war das Innenministerium für das gesamte Projekt zuständig. Um den Bau zu beschleunigen, wurde auf eine detaillierte geologische Untersuchung der Trasse verzichtet. Auch wurden z. T. nicht imprägnierte Eisenbahnschwellen verwendet. Problematisch war dabei, dass das Eisenbahnnetz auf Sachalin aufgrund der japanischen Besetzung des südlichen Teils der Insel und dessen anschließende Erweiterung 1945 auf den nördlichen Teil in Kapspur ausgeführt war. Auf der Insel Sachalin sollte die geplante Strecke vom Bahnhof Pobedino (damaliger nördlicher Endpunkt des Kapspurnetzes auf Sachalin; 10 km nördlich von Smirnych) zum Kap Pogibi, wo der Tunnel beginnen sollte, 327 km lang sein. Am Kap Uangi, etwa 23 km abseits der eigentlichen Strecke, sollte ein Eisenbahnfährhafen entstehen. Die Länge des Tunnels unter dem Tatarensund sollte vom Kap Pogibi zum Kap Lasarewa etwa 10 km betragen. Auf dem Festland sollte der Tunnel mit einer neuen Strecke entlang des Amur an die Bahnstrecke Komsomolsk am Amur–Sowetskaja Gawan (heute Teil der BAM) angebunden werden. Bis Ende 1953 sollte das Projekt fertiggestellt werden und Ende 1955 in Betrieb gehen. Der jährliche Güterumsatz der Strecke wurde auf 4 Millionen Tonnen veranschlagt.
Der Bau der Eisenbahnstrecken zum Tunnel wurde im Wesentlichen von Gulag-Häftlingen geleistet. Die Hauptlager befanden sich auf der Insel Sachalin bei Tymowskoje, auf dem Festland bei De-Kastri. Anfang 1953 arbeiteten mehr als 27.000 Menschen an der Fertigstellung des Projekts. Vor allem auf der Insel wurden die Arbeiten dadurch erschwert, dass faktisch jegliche Infrastruktur fehlte und es an entsprechender Technik fehlte. Wegen des knappen Zeitplans waren die Zustände in den Lagern schlechter als üblich und entsprachen nicht einmal den staatlichen Vorgaben für Gefangenenlager.
Nach dem Tod Stalins wurden die Arbeiten abgebrochen. Die genauen Gründe hierfür sind nicht bekannt. Einige Quellen sprechen davon, dass durch die anlässlich des Todes Stalins erlassene Amnestie so viele Häftlinge entlassen wurden, dass nicht mehr genügend Arbeitskräfte vorhanden waren.

### Fertiggestellte Teile des Projekts
Im Zuge des Projekts wurden auf dem Festland insgesamt 120 km Bahnstrecke entlang des rechten Amurufers vom Bahnhof Selichino zum Bahnhof Tschorny mys gebaut. Diese wurde später dem Forstwirtschaftsministerium der UdSSR (Minlesprom) unterstellt und zum Holztransport genutzt, mittlerweile aber stillgelegt und größtenteils abgebaut.
Zum Bau des Fährhafens auf dem Festland wurden Dämme errichtet, die noch heute vorhanden sind. Am Kap Lasarew wurde ein Schacht für den Tunnel ausgehoben und etwa 1,6 km vom Ufer entfernt eine künstliche Insel angelegt. Auf Sachalin wurden keine neuen Strecken gebaut. Lediglich Vorarbeiten wurden geleistet, die später zum Bau einer unbefestigten Straße von Nysch nach Pogibi genutzt wurden.
Seit 1973 ist Sachalin durch die Eisenbahnfähre Wanino–Cholmsk mit dem Festland verbunden.

### Ausblick

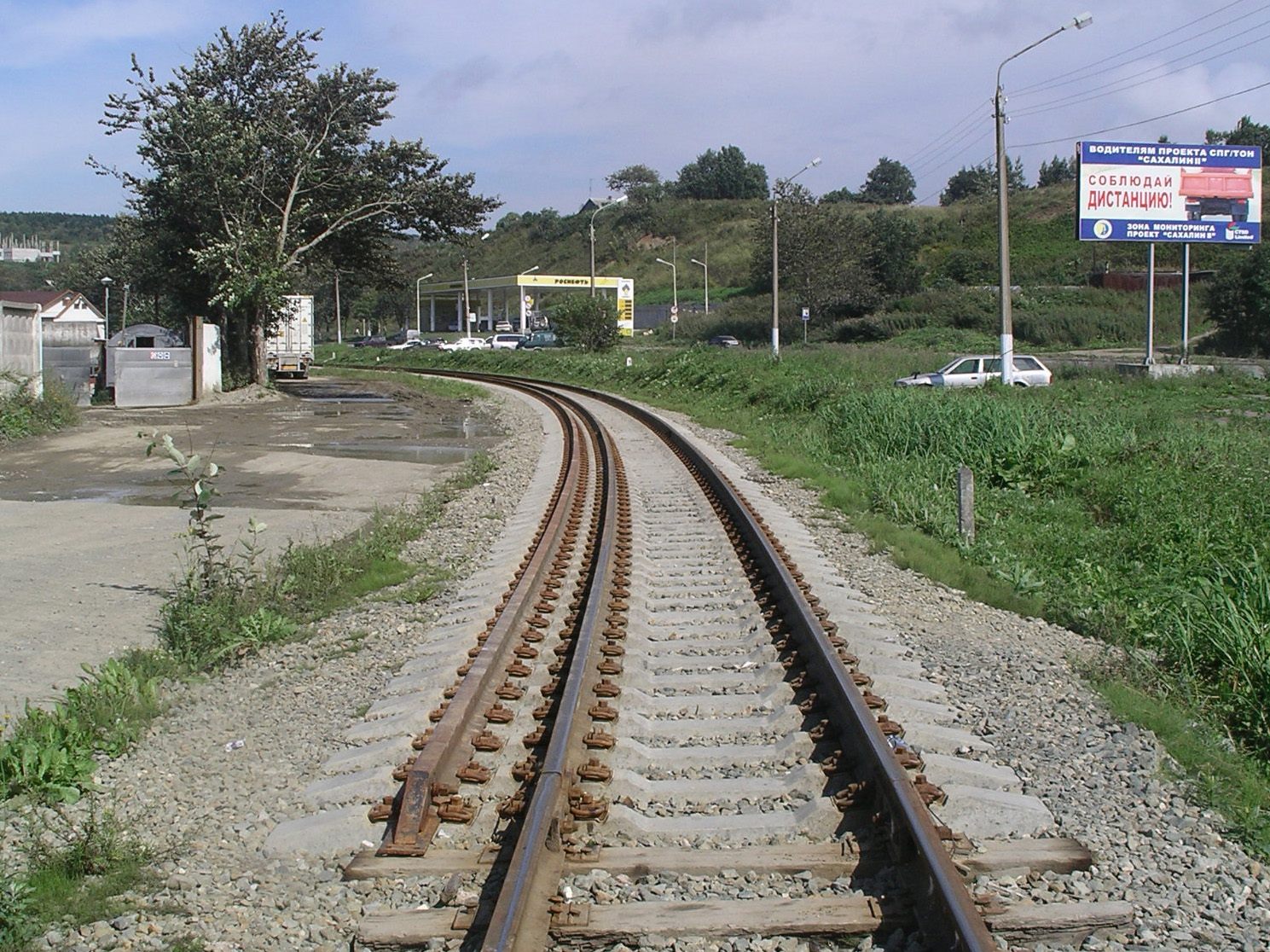
Spurumbau auf Sachalin

Auch nach dem Zerfall der Sowjetunion lebt die Idee eines Tunnels unter dem Tatarensund weiter. Die Notwendigkeit einer festen Verbindung Sachalins mit dem russischen Festland wurde mehrfach von Vertretern der Russischen Eisenbahnen sowie von Politikern geäußert. Im November 2008 erklärte Dmitri Medwedew (Präsident Russlands von 2008 bis 2012), er befürworte eine Querung des Tatarensunds.
Nach Planungen aus den 2000er-Jahren sollte die neu zu bauende Strecke durch den Tunnel bei Nogliki enden, das 1979 an das Bahnnetz Sachalins angeschlossen worden war, welches bis 2019 schmalspurig war.
Die Arbeiten, das etwa 800 km lange Streckennetz der Insel, das noch aus japanischer Zeit in Kapspur ausgeführt war, auf die in Russland übliche Spurweite von 1520 mm umzuspuren, wurden im September 2020 abgeschlossen. Das geschah bei laufendem Betrieb mit Dreischienengleisen. Schon am 18. Juli 2019 erreichte auf der umgespurten Strecke von Juschno-Sachalinsk der erste Fernzug Nogliki. Der letzte Schmalspurzug verkehrte am 30. September 2020. Seine Lokomotive wurde dem Museum für Eisenbahntechnik Nowosibirsk übergeben.